# معركة جبل موية
معركة جبل موية هي معركة استمرّت ثلاثة أشهر للسيطرة على منطقة جبل موية ذات الأهمية الاستراتيجية في ولاية سنار، وذلك خلال مجريات الحرب السودانية السودانية. وقد بدأت المعركة بسيطرة قوات الدعم السريع على المنطقة في يونيو 2024، واستمرّت سيطرتها نحو ثلاثة أشهر، إلى أن أعادت القوات المسلحة السودانية السيطرة عليها في أكتوبر من العام نفسه. ويُعدّ استرجاع جبل موية من أبرز العوامل التي دفعت القوات المسلحة إلى شنّ هجمات متلاحقة على مناطق أخرى في الولاية، نظرًا لما تتمتع به المنطقة من أهمية لوجستية في خطوط الإمداد. في 5 مارس 2025 أعلن قوات الجيش السوداني عن كامل سيطرتها على ولاية سنار وطرد ما تبقى من فلول قوات الدعم السريع من قريتي الدالي والمزموم على الحدود الجنوبية المحاذية لجمهورية جنوب السودان.

## جبل موية
جبل موية هو كتلة جرانيتية بارزة تقع وسط سهل ولاية الجزيرة الجنوبي، بين النيل الأزرق والنيل الأبيض، على بُعد نحو 250 كم جنوب–جنوب شرق الخرطوم. يشكّل الجبل حزامًا من التلال والوديان القصيرة، وتنبع عند سفوحه مياه عذبة من حوض جوفي، ما جعله محطة تقليدية للرعاة والقوافل، وموقعًا استراتيجيًا لمراقبة الطرق بين سنار وكوستي وربك.
تاريخيًّا، يُروى أن زعماء الفونج بقيادة عمارة دنقس، والعبدلاب بقيادة عبد الله جماع، اجتمعوا عند سفح جبل موية سنة 1504م، وأبرموا ما عُرف بـ حلف جبل موية، الذي وحّد القوتين لإسقاط مملكة علوة المسيحية في سوبا. وقد مهّد هذا الحلف لقيام سلطنة سنار الإسلامية التي حكمت المناطق التي تعرف بكونها جزءا مما يسمى اليوم وسط السودان لقرابة ثلاثة قرون.
في العهد الاستعماري، لفت الجبل انتباه البريطانيين، حيث موَّل الصيدلي ورجل الأعمال السير هنري ولكم بعثة أثرية كبرى خلال الفترة 1911–1914، كُشف خلالها عن أكثر من 3000 مدفن وطبقات استيطان تعود لفترات تمتد من الألف الخامس قبل الميلاد حتى أوائل الألفية الثانية. أتاحت هذه الحفريات ربط جبل موية بشبكات التجارة والممالك النوبية والمروية، ودخل الموقع منذ ذلك الحين ضمن السجل الأثري العالمي، ولا يزال يُدرَس ضمن مشروع جبل موية الأثري الحديث.

## الخلفية
في 15 أبريل 2023، شنت قوات الدعم السريع هجومًا واسع النطاق على مواقع تابعة لـالقوات المسلحة السودانية، واستولت على عدة مناطق في أنحاء السودان، بما في ذلك العاصمة الخرطوم، وهو ما شكّل بداية اندلاع نزاع السودان الحالي.
اعتمدت قوات الدعم السريع، منذ المراحل الأولى للنزاع، على تكتيك المناورة السريعة والاختراق العميق، حيث تجاوزت خطوط التماس التقليدية للجيش عبر وحدات خفيفة الحركة، تعتمد على مركبات الدفع الرباعي المسلحة، مما مكنها من الوصول إلى مناطق غير محصنة بسرعة، وتثبيت مواضعها داخل المناطق المدنية الحيوية.
وقد مكّنتها هذه الاستراتيجية من السيطرة على مدينة ود مدني ومعظم ولاية الجزيرة، والتي تمثل عقدة مواصلات مركزية في البلاد، مما فتح أمامها الطريق للتوسع جنوبًا نحو ولاية سنار، مستفيدة من الانهيار المؤقت للقدرات الدفاعية المحلية، ومن معرفتها بالممرات الريفية والطرق غير الرسمية التي ساعدت في تجاوز الحواجز النظامية.
تُعدّ منطقة جبل موية ذات أهمية استراتيجية بالغة، نظرًا لموقعها الوسيط بين ثلاث قواعد عسكرية رئيسية تابعة للقوات المسلحة السودانية؛ وهي الفرقة 17 مشاة ولواء القوات الجوية 265 في ولاية سنار من الجهة الشرقية، والفرقة 18 مشاة في مدينة كوستي من الجهة الغربية، إضافة إلى الفرقة الأولى مشاة التي كانت متمركزة سابقًا في ود مدني، قبل أن تُجبر على إعادة الانتشار إلى المناقل بعد سقوط المدينة في 19 ديسمبر 2023.
وقد أظهرت تلك المرحلة مدى الضعف الهيكلي في منظومة الانتشار العسكري للجيش، حيث لم يتمكن من الحفاظ على تمركزه في محور الجزيرة، مما اضطره إلى التراجع نحو مواقع بديلة ذات بنى تحتية محدودة. وقد ضاعف من تعقيد الوضع أن منطقة جبل موية كانت، عمليًا، الممر الوحيد المتبقي لسلاسل الإمداد القادمة من جنوب ولاية الجزيرة باتجاه ولاية النيل الأبيض، خاصة بعد أن قطعت وحدات قوات الدعم السريع الطريق الرابط بين أم درمان وكوستي عبر سيطرتها على مناطق جنوب أم درمان وجبل أولياء.
هذا الانقطاع الاستراتيجي حوّل جبل موية إلى ما يشبه "عنق الزجاجة" في حركة الجيش، مما جعله عاجزًا عن إعادة التموضع بسهولة بين جبهاته المتفرقة، وأضفى على المنطقة أهمية ميدانية جعلت السيطرة عليها ضرورة حيوية للطرفين المتحاربين.

## التسلسل الزمني
في 3 مايو، أعلنت القوات المسلحة السودانية سيطرتها الكاملة على منطقة جبل موية، إلا أن قوات الدعم السريع سارعت إلى نفي هذا الادعاء، في ظل تضارب الروايات الميدانية بين الطرفين. وقد تبيّن لاحقًا أن قوات الدعم السريع كانت لا تزال تحتفظ بوجود محدود في أطراف المنطقة، في حين كانت السيطرة الفعلية على الأرض تميل لصالح القوات المسلحة.
وعقب هذا الإعلان، شنّت قوات الدعم السريع هجومًا مباغتًا في ساعات الفجر الأولى على مواقع الجيش في المنطقة، في محاولة لإعادة فرض موطئ قدم استراتيجي. وأسفرت الاشتباكات التي تلت الهجوم عن سقوط عدد غير معروف من الضحايا من المدنيين القاطنين في تلك الأحياء، نتيجة لتداخل خطوط هجوم قوات الدعم السريع مع المناطق السكنية، وغياب ممرات آمنة للمدنيين.
في 25 يونيو 2024، تجددت الاشتباكات بين القوات المسلحة السودانية وقوات الدعم السريع حول منطقة جبل موية، في واحدة من أكثر المواجهات تقلبًا في مسار المعركة. وقد أعلنت القوات المسلحة في البداية أنها صدّت الهجوم ونجحت في استعادة السيطرة على مصنع سكر سنار، وهو موقع اقتصادي مهم يُستخدم غالبًا كموقع إسناد لوجستي ميداني في النزاعات المحلية.
لكن ما لبثت قوات الدعم السريع أن أعلنت سيطرتها على جبل موية بعد معركة استمرت سبع ساعات، متجاوزة خطوط الدفاع عبر هجوم مركز وسريع الحركة، ما يشير إلى نجاحها في استغلال حالة التشتت الميداني وضعف التنسيق في صفوف الجيش. لم تسع الدعم السريع إلى تحويل جبل موية إلى نقطة ارتكاز طويلة الأمد، بل إلى منصة انطلاق نحو عمق ولاية سنار، وتهديد مباشر للعاصمة الإدارية سنجة. وقد تزامن هذا التقدم مع تحرك مباشر نحو مدينة سنجة، مستفيدة من زخم الاختراق، في نمط يعكس مرونة قتالية تعتمد على تكتيكات التسلل السريع لا السيطرة الثقيلة.
وبحسب تقارير المنظمة الدولية للهجرة التابعة للأمم المتحدة، فإن هذه المواجهات أدت إلى نزوح نحو 1,455 شخصًا من منازلهم، وهو رقم يعكس شدة المعارك وامتدادها إلى مناطق آهلة بالسكان، في غياب ممرات آمنة أو خطط إجلاء طارئة.
في تلك المرحلة، اضطرت الفرقة 18 مشاة التابعة للقوات المسلحة إلى الانسحاب غربًا نحو جبل دود، حيث أعادت تجميع صفوفها واتخذت موقعًا دفاعيًا مؤقتًا، في خطوة تُظهر التراجع العملياتي الذي واجهته وحدات الجيش أمام الضغط المتزايد من الدعم السريع.
هذا الانسحاب سمح لقوات الدعم السريع بتوسيع نطاق عملياتها الهجومية لتشمل مدينة سنار، ومن ثم السيطرة على العاصمة الإدارية سنجة، في تطور عكس قدرة المهاجمين في ضرب العمق العسكري والسيادي للجيش السوداني وعلى التحرك المستمر عبر محاور غير متوقعة، وسط تأخر استجابة القيادة المركزية للجيش.
عقب سيطرة قوات الدعم السريع على جبل موية في أواخر يونيو 2024، تواترت تقارير محلية تؤكد قيام عناصرها بإعدامات ميدانية طالت أكثر من عشرين شخصًا، فضلًا عن نهب واسع للممتلكات والمساكن. وتشير طبيعة هذه الأعمال إلى اعتماد أسلوب الترهيب المنهجي لتفكيك البيئة الاجتماعية الداعمة للجيش، وإحداث حالة فراغ أمني تعيق أي مقاومة محلية مستقبلية.
وفي 26 يونيو، أعلنت القوات المسلحة السودانية أنها تصدت لهجوم شنته قافلة تابعة لقوات الدعم السريع، كانت مؤلفة من سبع عربات عسكرية، على تخوم مدينة سنجة. وقد جاء هذا الهجوم كمحاولة لتعزيز الحصار النفسي والجغرافي على المدينة، وقطع طرق الإمداد البري بين جبل موية وسنار.
وفي 27 يونيو، خسرت القوات المسلحة أحد أبرز قادتها الميدانيين في قطاع سنار، وهو أحمد عوض بشير، قائد كتيبة البراء بن مالك، الذي قضى خلال معركة شرسة ضد قوات الدعم السريع. وتعكس هذه الخسارة حساسية جبهة جبل موية بوصفها خط تماس مركزي بين الكتائب المتقدمة والدفاعات المعادية، كما تُبرز التحدي المتصاعد أمام وحدات النخبة ذات الطابع العقائدي.
استمر القتال حتى 29 يونيو، حين نفّذت القوات الجوية السودانية عدة غارات على مواقع تابعة لقوات الدعم السريع في محيط جبل موية، في محاولة لاستعادة التوازن الجوي وتقليص قدرة العدو على التحرك الأفقي.
وفي 2 يوليو، أصدرت وزارة الخارجية السودانية بيانًا اتهمت فيه قوات الدعم السريع بارتكاب "مجزرة جماعية" راح ضحيتها أكثر من أربعين مدنيًا في محيط جبل موية وقرى جنوب سنجة. وقد تزامن ذلك مع موجة نزوح كبرى، حيث وثّقت المنظمة الدولية للهجرة فرار 1,455 مدنيًا من المنطقة، ما يعكس بوضوح استراتيجية التهجير القسري كأداة ضغط ميداني تستخدمها القوات المهاجمة.
وفي 15 يوليو، ردّت القوات المسلحة بغارات جوية مكثفة على مواقع الدعم السريع، في حين أفادت تقارير بأن الأخيرة أطلقت صواريخ مضادة للطائرات استهدفت مطار كنانة، في تطور يظهر محاولات الدعم السريع لتحييد المجال الجوي الذي تميل كفته لصالح الجيش.
في 3 أكتوبر 2024، وضمن إطار هجوم مضاد واسع النطاق بدأ في 26 سبتمبر، اندلعت مجددًا الاشتباكات بين القوات المسلحة السودانية وقوات الدعم السريع في محيط جبل موية. وقد شنّت القوات المسلحة عمليات اجتياح منسّقة أسفرت عن استعادة قرى فنقوقا وجبل الأعور في الجنوب الشرقي، وجبل سقادي في الشمال الغربي، ما أجبر وحدات الدعم السريع على التراجع نحو مركز تمركزها الرئيس في جبل موية. وقد نفّذت القوات المسلحة، على مدى أربعة أيام متتالية، ما لا يقل عن أربع هجمات متعاقبة على المواقع ذاتها، في نمط عملياتي يُقصد به استنزاف الخصم وتفكيك دفاعاته عبر الإرباك المتكرر وضغط المحاور المتوازية.
وقد اعتمدت خطة القيادة الميدانية للقوات المسلحة على تحرّك مزدوج الاتجاهات: تقدّم الفرقة 18 مشاة غربًا انطلاقًا من جبل دود، وتقدّم الفرقة 17 مشاة شرقًا من مدينة سنار، مدعومة بوحدات هيئة العمليات عالية التدريب الذراع شبه العسكري لجهاز المخابرات العامة وقوات مكافحة الإرهاب ذات التدريب الخاص والتجهيز الخفيف المتخصصة في العمليات الخاطفة. وقد صُمّمت هذه العملية لتحقيق تطويق مزدوج لجبل موية، بهدف إخضاع الموقع بالعزل الكامل قبل الاقتحام، على نحو يعكس العودة إلى عمليات عسكرية تقليدية مُحكمة، بعد شهور من المناورة المتنقلة التي فرضها ضغط الجغرافيا وقلة الموارد. وقد أسند إلى وحدات الهيئة مهام خاصة شملت الاستطلاع الاستخباراتي، وتعقّب خطوط التموين الخلفية، وإغلاق منافذ التسلل عبر التضاريس الوعرة، بينما نفّذت قوات مكافحة الإرهاب هجمات سريعة على الجيوب المحصّنة داخل الجبل، مستفيدة من خفتها التكتيكية وتدريبها على الاقتحام في المساحات المغلقة.
في فجر الخامس من أكتوبر 2024، أعلنت القوات المسلحة السودانية إحكام قبضتها على منطقة جبل موية، معلنة بذلك نهاية فصل من السيطرة الميدانية التي امتدت قرابة ثلاثة أشهر لصالح قوات الدعم السريع. وجاء هذا الإعلان متزامنًا مع إعلان السيطرة على منطقتي البلايجاب وفنقوقا الجبل، وهما محوران حيويان يشكلان مفاتيح جغرافية لخطوط الإمداد الممتدة نحو سنجة والدندر وعمق الريف الشرقي لولاية سنار. بذلك، حُوصرت وحدات الدعم السريع المنتشرة في تلك المناطق، وتمّ خنقها لوجستيًا وعزلها عن خطوط التغذية والدعم القادمة من الوسط.
لقد تكبّدت قوات الدعم السريع في معركة جبل موية يوم الخامس من أكتوبر 2024 خسائر بشرية ومادية كبيرة. بدأت قوات الجيش السوداني هجومها بـ ضربات جوية استباقية نفذتها المقاتلات الثابتة الجناح والمدعومة بمروحيات هجومية ومروحيات نقل.
كما تم توثيق استخدام الطائرات المسيرة (الدرون) من قبل الجيش لتتبع مواقع العدو وتوجيه الضربات الجوية بدقة، في خطوات أثّرت بقوة على القدرة الدفاعية للدعم السريع. وتبِع القصف الجوي انتشار وحدات مكافحة الإرهاب ليُتمّموا عمليات التمشيط وتأمين المناطق – ما يعكس انتقالًا إلى مرحلة «التحييد الشامل والتنظيف الاستراتيجي» بعد السيطرة.
وقد أجمعت مصادر مطلعة على وقوع خسائر بشرية كبيرة بين صفوف قوات الدعم السريع تصل الى القوة بأكملها في جبل موية التي كان يبلغ تعدادها 300 عنصر، في حين استعاد الجيش السيطرة على نقطتي البلايجاب وفنقوقا الجبل، ما أدى إلى عزل كامل لخطوط إمداد الدعم السريع المتجهة من سنجة والدندر. ولم تُعلن أرقام دقيقة للقتلى.
وقد شاركت هيئة العمليات التابعة لجهاز المخابرات العامة، عبر وحدات مكافحة الإرهاب، في عمليات تمشيط موسّعة أعقبت الاقتحام، أفضت إلى مقتل 50 من عناصر الدعم السريع وتدمير 15 عربة قتالية، في عملية تعكس تحوّل الجيش من وضعية الدفاع إلى الاجتثاث الكامل للبنية المقاتلة للخصم.
وتُظهر التقارير الميدانية أن القوات المسلحة تمكّنت كذلك من غنيمة كميات ضخمة من الذخائر والأسلحة، بعضها كان لا يزال في صناديقه الأصلية، ويُعتقد أنها كانت مخصصة لعملية هجومية وشيكة على سنجة. كما عُثر على خرائط تحرّك، ونقاط ارتكاز لقيادات ميدانية، ما يشير إلى أن الدعم السريع كان قد تحصّن جيدًا، لكنه فوجئ بضربة استخباراتية وعسكرية استباقية قاتلة.
وقد اعترف حميدتي، قائد الدعم السريع، بالهزيمة في جبل موية، غير أنه زعم في تصريحات لاحقة أن القوات الجوية المصرية شاركت في القصف ضد قواته، مستخدمة ذخائر أمريكية خلال فترة بين الثالثة والعاشرة صباحًا بالتوقيت المحلي، وهو ما نفته القاهرة، ووصفت حميدتي بـ"زعيم ميليشيا" يسعى لتدويل الهزيمة وإثارة العواطف السياسية.

## العواقب
عقب استعادة السيطرة على جبل موية، قام عبد الفتاح البرهان بزيارة ميدانية إلى المنطقة، حيث ظهر وهو يتفقّد القوات عبر مروحية عسكرية، في مشهد استعراضي يعكس رمزية الانتصار واستعادة زمام المبادرة.
وقد شكل سقوط جبل موية في يد القوات المسلحة السودانية نقطة تحول حاسمة في سير العمليات بولاية سنار، إذ أدى إلى قطع خطوط الإمداد الاستراتيجية لـقوات الدعم السريع باتجاه مدن سنجة والدندر والمناطق الريفية شرقًا، مما نتج عنه سلسلة من الانهيارات المتتالية في صفوف الدعم السريع، تُشبه ما يُعرف بـ"ظاهرة الدومينو". فالخسارة في موضع حيوي محوري كهذا أربكت تموضع قوات الدعم، وأفقدتها القدرة على الدفاع المتماسك، وهو ما مهد الطريق لانتصارات متتابعة للجيش في الدندر وسنجة وبقية أنحاء الولاية.
وبحلول عام 2025، تراجعت سيطرة قوات الدعم السريع في سنار إلى جيوب محدودة في القرى الجنوبية مثل مزموم، وسط انحسار كبير في نطاق الاشتباكات. في مارس 2025 اعلن الجيش على سيطرته على كامل الولاية.
أفضى النصر الذي حققته القوات المسلحة السودانية في معركة جبل موية إلى تحوّل استراتيجي في خريطة العمليات الحربية، إذ مثّل نقطة انطلاق نحو استعادة زمام المبادرة في جبهات أخرى. انطلقت القوات نحو ولاية الجزيرة، حيث بدأت عمليات عسكرية مركّزة باتجاه المحاور الجنوبية والغربية، مستهدفة ما تبقى من جيوب قوات الدعم السريع في أطراف المناقل والحصاحيصا، ومرورًا بالطريق الرابط مع جنوب الخرطوم.
ومع تزايد الضغوط، أعلنت وحدات الدعم السريع انسحابها التدريجي من الخرطوم في ديسمبر، وتحوّلت بتركيزها نحو غرب كردفان ودارفور، في محاولة لإعادة تمركزها داخل المناطق التي تُعد عمقها الاجتماعي والعسكري.